# Pawłowice (przystanek kolejowy)
Pawłowice – przystanek kolejowy położony we wsi Pawłowice w województwie wielkopolskim, w powiecie leszczyńskim, w gminie Krzemieniewo.

## Ruch pasażerski[1]
| Rok  | Wymiana pasażerska na dobę |
| ---- | -------------------------- |
| 2017 | 20-49                      |
| 2018 | 20-49                      |
| 2019 | 20-49                      |
| 2020 | 10-19                      |
| 2021 | 20-49                      |
| 2022 | 50-99                      |
| 2023 | 50-99                      |

## Krótki opis
Położony jest na kolejowej trasie Leszno - Ostrów Wlkp. Obecnie wykorzystywany jako przystanek dla przewozów pasażerskich.
Aktualnie budynek stacji nie spełnia swojego przeznaczenia. Część dolna wraz z poczekalnią oraz kasami zaadaptowana na sklep i kwiaciarnie. Górna część przeznaczona na mieszkania.